# Norwegian Bay Whaling Station

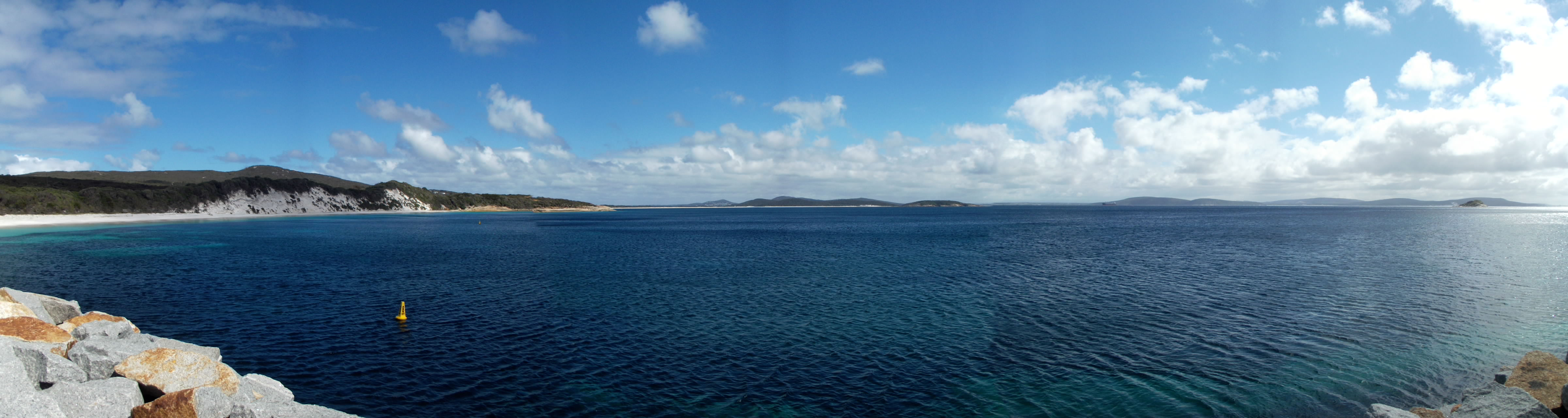
Blick in die Frenchman Bay

Die Norwegian Bay Whaling Station (deutsch Norwegian-Bay-Walfangstation), auch als Frenchman Bay Whaling Station bezeichnet, war eine Walfangstation im Osten der Frenchman Bay, die Teil des King George Sounds an der Great Australian Bight ist.
Diese Walfangstation wurde von einem norwegischen Walfangunternehmen gegründet und nahm ihren Betrieb im Jahr 1915 auf. Der Walfang der Norweger vor der Küste der Norwegian Bay begann allerdings schon im Jahr 1913, obwohl die Landstation noch nicht fertiggestellt war. Sie wurde 1957 endgültig aufgegeben. Heute erinnern lediglich noch strandnahe Fundamentreste an sie.

## Vorgeschichte
Um das Jahr 1900 kamen erste norwegische Waljäger bis nach Western Australia und betrieben Walfang in Australien. Sie hatten Walfänger, auf denen die erbeuteten Wale verarbeitet werden konnten. Die mit Dampf angetriebenen Walfängerboote waren mit erfahrenen Waljägern besetzt. Diese Boote waren in der Lage auch schnell schwimmende Wale erfolgreich zu jagen. Die Walarten, die nach einer tödlichen Harpunierung schnell auf Grund gesunken wären, konnten die Boote auch an der Wasseroberfläche halten. Ferner hatten die Norweger im Walfang neue Methoden zu einer effektiveren und wirtschaftlicheren Walölproduktion entwickelt. Nicht wie in Australien seinerzeit üblich, Walöl in offenen Pfannen herzustellen, stellten die Norweger dieses Ölprodukt in großen unter Druck stehenden Dampfkesseln wesentlich schneller und kostensenkender her. Die australische Walfangindustrie war damals in ihren Technologien des Walfangs und der maschinellen Verarbeitung auf dem Stand von vor 40 Jahren.
Australische Waljäger hatten gegenüber den norwegischen einen Vorteil, sie durften am Strand Walfangstationen aufbauen. Dies änderte sich im Jahr 1911, als der norwegische Konsul mit der damaligen Labor Party verhandelte und erreichte, dass drei neugegründete norwegische Unternehmen vor der Küste von Western Australia nicht nur Wale fangen, sondern auch am Strand Landstationen aufbauen konnten. Die Fanggenehmigungen waren auf sieben Jahre befristet. Dies gelang, weil die Regierung Western Australia weniger an der Entwicklung einer Industrie interessiert war, sondern vor allem von Abgaben profitieren wollte, die die drei Unternehmen an den australischen Bundesstaat erstatten mussten. Alleine im Jahr 1915 kostete der Betrieb der Walfangstation das Unternehmen £ 80.000 an Abgaben an den Staat, in der Summe sind der Kauf von Kohle und andere Gütern in Western Australia von £ 28.000 enthalten.
Eine der drei neu gegründeten Walfangunternehmen, die Western Australia Company war unter norwegischer Führung, ausgestattet mit Kapital aus Norwegen, ein Fanggebiet zugeteilt worden, das von Steep Point bis Cape Lambert reichte. Das Unternehmen beauftragte den norwegischen Kapitän Steigwart mit der Suche nach einem optimalen Standort. Er fand ihn in der Frenchman Bay auf der Torndirrup Peninsula und vergab den Namen Norwegian Bay. Zur Errichtung einer Walfangstation waren zur damaligen Zeit im Grunde sauberes Trinkwasser, ein geeignetes Gelände zum Bau einer Fabrik und eine gefahrlose Durchfahrt und Anlegestelle für größere Frachtschiffe erforderlich. Der einzige Nachteil dieses gefundenen Standorts war, dass größere Schiffe zur Anlegestelle nur bei ruhigem Wasser und bei einem Höchststand des Tidenhubs gefahrlos erreichen konnten. Ferner bietet die offene Bucht keinen Schutz gegen große Wellen des Ozeans.
Die Landstation sollte vertragsgemäß ein Jahr nach dem Vertragsabschluss von 1911 fertiggestellt sein. Allerdings dauerte der Aufbau bis ins Jahr 1915. Bereits 1913 erlegten die eingesetzten vier Walfänger 900 und 1914 2000 Wale. Die Schiffe hatten eine Walkocherei an Deck. Es war auch so, dass die Norweger weitere Schiffe einsetzten. Sie ließen die vier norwegischen Schiffe teilweise gemeinsam jagen und erreichen ohne Probleme die vorgegebene Fangquote. Die Erfolge waren groß, deshalb regte sich politischer Widerstand gegen die norwegische Walfängerei. Ein parlamentarischer Ausschuss wurde eingesetzt, der die Rechtmäßigkeit des norwegischen Vorgehens überprüfen sollte. 1915 war die gesamte Walstation mit Fabrik- und Mannschaftsgebäuden, Flensdeck, Flensrampe, Anlegesteg, Walkocherei, Maschinenausstattung und einem 160 ft (etwa 48,8 m) langen Anlegesteg fertiggestellt. Die Kosten hierfür lagen zwischen £ 20.000 und 30.000. Allerdings sank im Jahr 1915 die Erfolgsquote auf 1500 Exemplare. Ein Jahr darauf ging diese Quote auf etwa ein Drittel zurück. Die Folge davon war, dass die Western Australia Company ihre Walfänger verkaufte und die Station schloss.

## Nach dem Ersten Weltkrieg
Nach dem Ersten Weltkrieg kaufte eine Gruppe australischer Unternehmer die Walstation den Norwegern ab und bildete die North West Whaling Company. Diese Gesellschaft war unterkapitalisiert und die Anzahl der erlegten Wale waren für einen wirtschaftlichen Erfolg zu gering, weil vor der Bucht kaum noch Wale auf ihrer Wanderung vorbei schwammen. Sie wurde 1925 zahlungsunfähig und verpachtete die Station an die Norwegian Bay Whaling Company. Die Regierung von Western Australia wollte nunmehr keine Monopolstellung von derartigen Unternehmen erlauben und gewährte Fanglizenzen nur in einzelnen monatlichen Abständen jeweils vom September bis zum November 1925. Die Regierung von Western Australia erließ Des Weiteren restriktive Regelungen für Walstationen mit neuen technischen Anforderungen, entsprechenden Vorgaben für die Entlohnungen, geregelten Arbeitszeiten und -bedingungen der Beschäftigten. Zwischen 1915 und 1918 investierte die neue Gesellschaft £ 18.000 in die Anlage. In der Zeit von vier Jahren wurden 3443 Wale in einer Fangzeit von insgesamt 16 Monaten erlegt. Danach wurde die Walfangstation geschlossen. In den frühen 1930er Jahren versuchte erneut eine Walfangorganisation den Walfang an der Norwegian Bay zu beleben. Dem Vorhaben war kein Erfolg beschieden. 1944 wurde die Walfangstation von einem Zyklon schwer beschädigt.

## Nach dem Zweiten Weltkrieg
Nach dem Zweiten Weltkrieg investierte die Nord West Whaling Company um die Beschädigungen der Anlage aus dem Jahr 1944 zu beseitigen. Nach 1949 konnten je Jahr 600 Wale erlegt werden. In den frühen 1950er Jahren wurde die Walfangstation umgebaut, weil die Nachfrage nach Walfleisch anstieg. Die entsprechend erforderlichen schweren Maschinen wurden über Land transportiert, wofür eine Straße durch die Sanddünen bis zur Bucht angelegt werden musste. 1955 waren die entsprechenden Maschinen zur Verarbeitung des Walfleisches auf der Walfangstation einsatzbereit. Die Quote wurde allerdings von staatlicher Seite auf 500 Wale reduziert.

## Walfangende
1956 übernahm die North West Whaling Company die Walfangstation auf Babbage Island, nahe Carnarvon. Alle Maschinen und Gerätschaften der Norwegian Bay Whaling Station wurden demontiert und dort aufgestellt. Die Schließung der Station erfolgte im Jahr 1957 und sie verfiel.
Heute sind von dieser Walfangstation lediglich noch Mauerwerks- und Betonfundament erkennbar. Zusätzlich hat der Bau einer öffentlichen Picknickanlage mit Parkplatz und Zuwegung weitere Spuren vernichtet.